# Senožeti, Dol pri Ljubljani
Senožeti este o localitate din comuna Dol pri Ljubljani, Slovenia, cu o populație de 587 de locuitori.